# The Minaret
The Minaret är ett berg i Antarktis. Det ligger i Västantarktis. Argentina, Chile och Storbritannien gör anspråk på området. Toppen på The Minaret är 1 065 meter över havet.
Terrängen runt The Minaret är lite bergig. Havet är nära The Minaret åt sydost. Trakten är glest befolkad. Närmaste befolkade plats är Palmer Station, 18,5 kilometer väster om The Minaret.